# Danijar Kalenow
Danijar Ramazanowicz Kalenow (ros. Данияр Рамазанович Каленов; ur. 2 lipca 1993) – kazachski zapaśnik walczący w stylu klasycznym. Triumfator halowych igrzysk azjatyckich w 2017. Siedemnasty na igrzyskach wojskowych w 2019. Siódmy w Pucharze Świata w 2017. Trzeci na mistrzostwach Azji juniorów w 2012 i 2013 roku.